# José Ramírez Agudelo
José Gabriel Ramírez Agudelo (Envigado, Antioquia, 18 de septiembre de 1990) es un futbolista colombiano nacionalizado argentino. Actualmente agente libre.

## Trayectoria

### Inicios
Se inició en las divisiones inferiores del Envigado Fútbol Club, donde fue compañero de James Rodríguez pero antes de poder jugar optó por irse a probar suerte en el exterior. Estuvo en Italia jugando con el AC ChievoVerona pero allí tampoco dio el salto al cuadro profesional. 
La relación con el fútbol argentino comenzó cuando estuvo a punto de fichar por Boca Juniors, aunque no quedó seleccionado. Luego, en 2009 llegó a Nueva Chicago, un club del ascenso de Argentina.

### Nueva Chicago
Ramírez llegó al Club Atlético Nueva Chicago con tan solo 18 años. Debutó gracias al entrenador Mario Franceschini. Le aportó más velocidad a la banda izquierda por lo que se afirmó a lo largo de toda la temporada 2011-2012. Nueva Chicago consiguió el ascenso a la Primera B Nacional y el entonces defensor jugó 25 partidos en todo el campeonato sin convertir goles. Al término de la temporada, varios equipos del fútbol argentino (entre ellos Argentinos Juniors y Tigre) quisieron ficharlo.
Arrancó el Campeonato de Primera B Nacional 2012-13 siendo titular las 5 primeras fechas pero luego fue relegado al banco de suplentes y, en ocasiones, llegó a ni estar dentro de los concentrados por muy bajos rendimientos de él y del equipo. El 3 de octubre de 2012 renovó su contrato hasta julio del 2014 que lo unía con Nueva Chicago por un año y medio más. Con la llegada de Ángel Bernuncio a la conducción técnica, Ramírez no pudo encontrar oportunidades de estar en el equipo titular recién hasta las primeras fechas de la segunda rueda. Algo similar sucedió con René Kloker a cargo de la conducción técnica del equipo. Finalmente, Chicago descendería a la tercera categoría del fútbol argentino.

### Arsenal
En julio de 2013 fue cedido a préstamo por un año a Arsenal de Sarandí tras rescindir su contrato con Nueva Chicago. El club de Avellaneda lo fichó de cara a la temporada 2013-14 de la Primera División del fútbol argentino. En noviembre de ese año, el centrocampista sufrió una rotura de Peroné, por lo que estuvo inactivo de cuatro meses. Recién en febrero volvió a jugar, participando del Torneo de Reserva.

### Vuelta a Chicago
A fines de julio de 2014 se confirmó la vuelta del jugador a Nueva Chicago, que había ascendido a la segunda división de Argentina nuevamente. Tardó mucho en estar apto para jugar ya que tuvo que ponerse en óptimas condiciones físicas. Luego de recuperarse completamente de su lesión, se convirtió en una pieza de recambio para su equipo. Disputó 7 partidos durante todo el Campeonato de Transición y convirtió 1 gol, el primero de su carrera, frente a Argentinos Juniors. Su equipo hizo una gran campaña y logró el ascenso a Primera División.
Para el Campeonato de Primera División 2015 disputó 8 partidos sin conseguir demasiada continuidad. Su equipo descendió a la Primera B Nacional y emigró del club al finalizar el torneo.

### Fénix
Fichó para el Club Atlético Fénix de la Primera B Metropolitana, tercer escalón del fútbol argentino a mediados de 2016.

## Selección nacional
Jugó 4 partidos con la Selección de fútbol de Colombia en divisiones juveniles. 
Promediando la temporada 2011-2012 surgió el rumor de que el cuerpo técnico de la Selección colombiana de fútbol al mando de José Pekerman lo tenía en cuenta para una posible futura convocatoria como sparring del seleccionado. Sin embargo, nada de esto tuvo mucha repercusión, y no pasó de un rumor.

## Clubes
| Club                   | País      | Año         |
| ---------------------- | --------- | ----------- |
| Nueva Chicago          | Argentina | 2011 - 2013 |
| Arsenal de Sarandí     | Argentina | 2013 - 2014 |
| Nueva Chicago          | Argentina | 2014 - 2015 |
| Fénix                  | Argentina | 2016 - 2019 |
| San Telmo              | Argentina | 2019 - 2020 |
| Deportivo Riestra      | Argentina | 2020 - 2021 |
| Patriotas Boyacá       | Colombia  | 2022        |
| Atlético Huila         | Colombia  | 2023        |
| Independiente Santa Fe | Colombia  | 2023        |

## Estadísticas
| Club                         | Div.          | Temporada     | Liga  | Liga  | Copa Nacional | Copa Nacional | Copa Internacional | Copa Internacional | Total | Total |
| Club                         | Div.          | Temporada     | Part. | Goles | Part.         | Goles         | Part.              | Goles              | Part. | Goles |
| ---------------------------- | ------------- | ------------- | ----- | ----- | ------------- | ------------- | ------------------ | ------------------ | ----- | ----- |
| Nueva Chicago Argentina      | 3.ª           | 2011-12       | 22    | 0     | 2             | 0             | -                  | -                  | 24    | 0     |
| Nueva Chicago Argentina      | 2.ª           | 2012-13       | 15    | 0     | 1             | 0             | -                  | -                  | 16    | 0     |
| Nueva Chicago Argentina      | 2.ª           | 2014          | 8     | 1     | -             | -             | -                  | -                  | 8     | 1     |
| Nueva Chicago Argentina      | 1.ª           | 2015          | 8     | 0     | 1             | 0             | -                  | -                  | 9     | 0     |
| Nueva Chicago Argentina      | Total club    | Total club    | 53    | 1     | 4             | 0             | 0                  | 0                  | 57    | 1     |
| Arsenal de Sarandí Argentina | 1.ª           | 2013-14       | 0     | 0     | -             | -             | -                  | -                  | 0     | 0     |
| Arsenal de Sarandí Argentina | Total club    | Total club    | 0     | 0     | 0             | 0             | 0                  | 0                  | 0     | 0     |
| Fénix Argentina              | 3.ª           | 2016          | 1     | 1     | -             | -             | -                  | -                  | 1     | 1     |
| Fénix Argentina              | 3.ª           | 2016-17       | 32    | 1     | -             | -             | -                  | -                  | 32    | 1     |
| Fénix Argentina              | 3.ª           | 2017-18       | 33    | 0     | -             | -             | -                  | -                  | 33    | 0     |
| Fénix Argentina              | 3.ª           | 2018-19       | 23    | 0     | -             | -             | -                  | -                  | 23    | 0     |
| Fénix Argentina              | Total club    | Total club    | 89    | 2     | 0             | 0             | 0                  | 0                  | 89    | 2     |
| San Telmo Argentina          | 3.ª           | 2019-20       | 23    | 2     | 1             | 1             | -                  | -                  | 24    | 3     |
| San Telmo Argentina          | Total club    | Total club    | 23    | 2     | 1             | 1             | 0                  | 0                  | 24    | 3     |
| Deportivo Riestra Argentina  | 2.ª           | 2020          | 9     | 1     | 1             | 0             | -                  | -                  | 10    | 0     |
| Deportivo Riestra Argentina  | 2.ª           | 2021          | 15    | 1     | -             | -             | -                  | -                  | 15    | 1     |
| Deportivo Riestra Argentina  | Total club    | Total club    | 24    | 2     | 1             | 0             | 0                  | 0                  | 25    | 2     |
| Patriotas Boyacá · Colombia  | 1.ª           | 2022          | 35    | 3     | -             | -             | -                  | -                  | 35    | 3     |
| Patriotas Boyacá · Colombia  | Total club    | Total club    | 35    | 3     | 0             | 0             | 0                  | 0                  | 35    | 3     |
| Total carrera                | Total carrera | Total carrera | 201   | 10    | 6             | 1             | 0                  | 0                  | 207   | 11    |

### Selección
| Sub-17 · Colombia                                    | 2007                       | — | — | 4 | 0 | — | — | 4 | 0 |
| Sub-17 · Colombia                                    | Total                      | 0 | 0 | 4 | 0 | 0 | 0 | 4 | 0 |
| Total Selecciones Colombia                           | Total Selecciones Colombia | 0 | 0 | 4 | 0 | 0 | 0 | 4 | 0 |
| (1) Incluye los partidos del Campeonato Sudamericano |                            |   |   |   |   |   |   |   |   |

## Palmarés
| Club          | Campeonato                 | País      | Año         |
| ------------- | -------------------------- | --------- | ----------- |
| Nueva Chicago | Ascenso a B Nacional       | Argentina | 2011 - 2012 |
| Nueva Chicago | Ascenso a Primera División | Argentina | 2014        |